# Lamine Camara
Lamine Camara (* 1. Januar 2004 in Diouloulou) ist ein senegalesischer Fußballspieler, der bei AS Monaco  spielt.

## Karriere

### Verein
Camara spielte in seiner Jugend für die heimischen Vereine Galaxy FA, Casa Sports sowie AS Génération Foot. Mit letzterem debütierte er 2021/22 auch in der Senegal Premier League und erreichte den dritten Platz. Im Februar 2023 folgte dann der Wechsel nach Europa zum damaligen französischen Zweitligisten FC Metz, wo er am 15. April 2023 gegen Girondins Bordeaux (3:0) sein Profidebüt gab. Am Ende der Spielzeit standen vier Einsätze und der Aufstieg in die Ligue 1 zu Buche. In der folgenden Erstligasaison absolvierte Camara in Metz 31 Ligaspiele und erzielte ein Tor.
Im Juli 2024 wechselte Camara innerhalb der Ligue 1 mit einem Fünfjahresvertrag zur AS Monaco, nachdem eine Ablösesumme gezahlt wurde.

### Nationalmannschaft
Am 13. Juli 2023 debütierte der 1,73 Meter große Mittelfeldspieler für die senegalesische A-Nationalmannschaft im Viertelfinale der COSAFA Cups gegen Eswati. Beim 10:9-Sieg nach Elfmeterschießen im südafrikanischen Durban stand er in der Startelf und wurde in der 46. Minute für Ousmane Sow ausgewechselt. Am 22. bzw. 25. September 2022 spielte Camara dann zwei Testspiele für die senegalesische U-23-Auswahl, beide auswärts in Marokko (4:0 und 3:1). Bei der Afrikanischen Nationenmeisterschaft im Januar 2023 absolvierte Camara alle sechs Turnierspiele, schoss dabei ein Tor und gewann am Ende das Finale durch ein 5:4 n.E.-Sieg über Algerien. Nur einen Monat später nahm er mit der U-20-Auswahl am Afrika-Cup teil und gewann auch diesen durch einen 2:0-Finalerfolg über Gambia. Beim Turnier in Ägypten kam er in allen sechs Partien zum Einsatz und erzielte dabei zwei Treffer.

## Erfolge
- Afrikanische Nationenmeisterschaft: 2023
- U-20-Afrikameister: 2023